# Neka se čuje i naš glas
NEKA SE ČUJE I NAŠ GLAS, "glasilo Društva osoba s invaliditetom Baranjsko srce, Beli Manastir". Prvi broj izišao u siječnju 2004. na 20 stranica A-4 formata, pripremljen i umnožen na računalu, a 2 u prosincu 2004. na 16 stranica istog formata i tiskan u tvrtki "Spektar" iz Bilja. Urednik: Josip Mezga. Redakcija: Zvonko Andročec, Anrijana Levačić, Nada Habuš-Oršić.
Glasilo piše o djelovanju društva "Baranjsko srce" (financije, planovi, rad, aktivnosti...) i o temama vezanim za život   invalida. Također prenosi pisanje drugih medija o "Baranjskom srcu". Velika pažnja posvećuje se foto-reportažama s raznih akcija invalida (obilježavanje 3. prosinca - Međunarodnog dana invalida, pristupačnost javnim prostorima, sportske igre invalida, dječja igraonica, posjeti funkcionera invalidskih organizacija...). (jn)